# Inmarsat-5 F3
O Inmarsat-5 F3 é um satélite de comunicação geoestacionário construído pela Boeing Satellite Systems. Ele está localizado na posição orbital de 179,7 graus de longitude leste e é operado em pela Inmarsat. O satélite foi baseado na plataforma BSS-702HP e sua expectativa de vida útil é de 15 anos.

## Lançamento
O satélite foi lançado com sucesso ao espaço no dia 28 de agosto de 2015, às 11:44 UTC, por meio de um veículo Proton-M/Briz-M a partir do Cosmódromo de Baikonur, no Cazaquistão. Ele tinha uma massa de lançamento de 6070 kg.

## Capacidade e cobertura
O Inmarsat-5 F3 é equipado com 89 transponders de banda Ka para fornecer serviços de comunicação de banda larga de alta velocidade móvel via satélite até 50Mbps para a região Oceano Pacífico. 6 feixes pontuais Steerable para dirigir capacidade adicional onde ela for necessária.